# ディーン・イズラライト
ディーン・イズラライト（Dean Israelite, 1984年9月20日-）は南アフリカ出身の映画監督、脚本家、プロデューサーである。

## 人物
南アフリカのヨハネスブルクで生まれ育ち、ウィットウォータースランド大学にて演劇芸術を学んだ。その後、オーストラリアに移住し、カーティン大学で映画・テレビ学を学んだ後、ロサンゼルスのアメリカン・フィルム・インスティテュートで美術学修士号を取得する。
マーベル・スタジオの映画「ドクター・ストレンジ」の監督候補の一人だった。
いとこは同じく映画監督のジョナサン・リーベスマンである。

## フィルモグラフィー

### ショートフィルム
- Magician （2006年） - 監督・脚本
- The Department of Nothing （2007年） - 監督・脚本
- Acholiland（2009年） - 監督・脚本[注 1]

### テレビドラマ
- Die Jugendcops - Kommissariat 105 im Einsatz（2008年） - 監督

### 映画
- The Middle Distance（2015年） - エグゼクティブプロデューサー
- プロジェクト・アルマナック Project Almanac （2015年） - 監督[注 2]
- パワーレンジャー Power Rangers （2017年） - 監督